# Ànite de Tègea
Ànite de Tègea (grec antic: Ἀνύτη Τεγεᾶτις, en llatí: Anyte) va ser una poeta grega autora de diversos epigrames que es troben a l'Antologia grega. La mencionen Juli Pòl·lux, Esteve de Bizanci, Melèagre i Antípater de Tessalònica. Va florir entorn del 300 aC. Podria ser la mateixa poeta que apareix esmentada com a Ànite o Ànita de Mitilene. Un dels temes de la seva obra són els epitafis, dedicats no sols a figures rellevants sinó a dones, nens i fins i tot animals anònims.